# Terrefort rouergat
Pour les articles homonymes, voir Terrefort.
Ne doit pas être confondu avec Terrefort ariégeois.
Le Terrefort, aussi appelé Terrefort Rouergat, est  une région naturelle de France située à l’ouest du Massif central. Il forme avec le Causse de Villeneuve un pays traditionnel placé entre le Quercy et le Rouergue.

## Situation
Le Terrefort et le Causse de Villeneuve sont situés à la limite des départements du Lot et de l’Aveyron. Ils sont délimités à l’ouest par les Causses du Quercy et à l’est par le Ségala. La ville de Villefranche-de-Rouergue est placé sur la faille qui sépare les deux pays. Au nord, la limite avec la Limargue se situe approximativement au niveau de la ville de Figeac. La limite sud est matérialisée par la vallée du Viaur.

## Topographie
Le Terrefort est un territoire profondément érodé. On distingue la partie sud qui empiète sur le département de Tarn-et-Garonne et la partie nord plus étroite qui contourne le Causse de Villeneuve et rejoint la Limargue. Le nom de terrefort désigne en Languedoc les sols lourds destinés à la culture des céréales. Le Causse de Villeneuve est un plateau calcaire qui remonte jusqu’à la vallée du Lot. Il est assez comparable au Causse Comtal.

## Villes et villages principaux
| - Ambeyrac - Arnac - Capdenac-Gare - Capdenac-le-Haut - Castanet - Figeac | - Foissac - Martiel - Monteils - Parisot - Salvagnac-Cajarc | - Sainte-Croix - Toulonjac - Varen - Verfeil - Villefranche-de-Rouergue - Villeneuve-d’Aveyron |

## Monuments et lieux touristiques
- Vieille ville de Villefranche-de-Rouergue
- Vieille ville de Figeac
- Abbaye de Beaulieu-en-Rouergue
- Abbaye de Loc-Dieu
- Château de Salvagnac
- Château de Cornusson
- Château de Labro
- Château de Graves
- Église Saint-Michel de Toulonjac
- Église de Sainte-Croix
- Église du Saint-Sépulcre de Villeneuve
- Grotte de Foissac
- Puech Youles